# Château de Dracy-Saint-Loup
Le château de Dracy-Saint-Loup est situé sur la commune de Dracy-Saint-Loup en Saône-et-Loire, dans la plaine entre l'Arroux et la Drée.

## Description

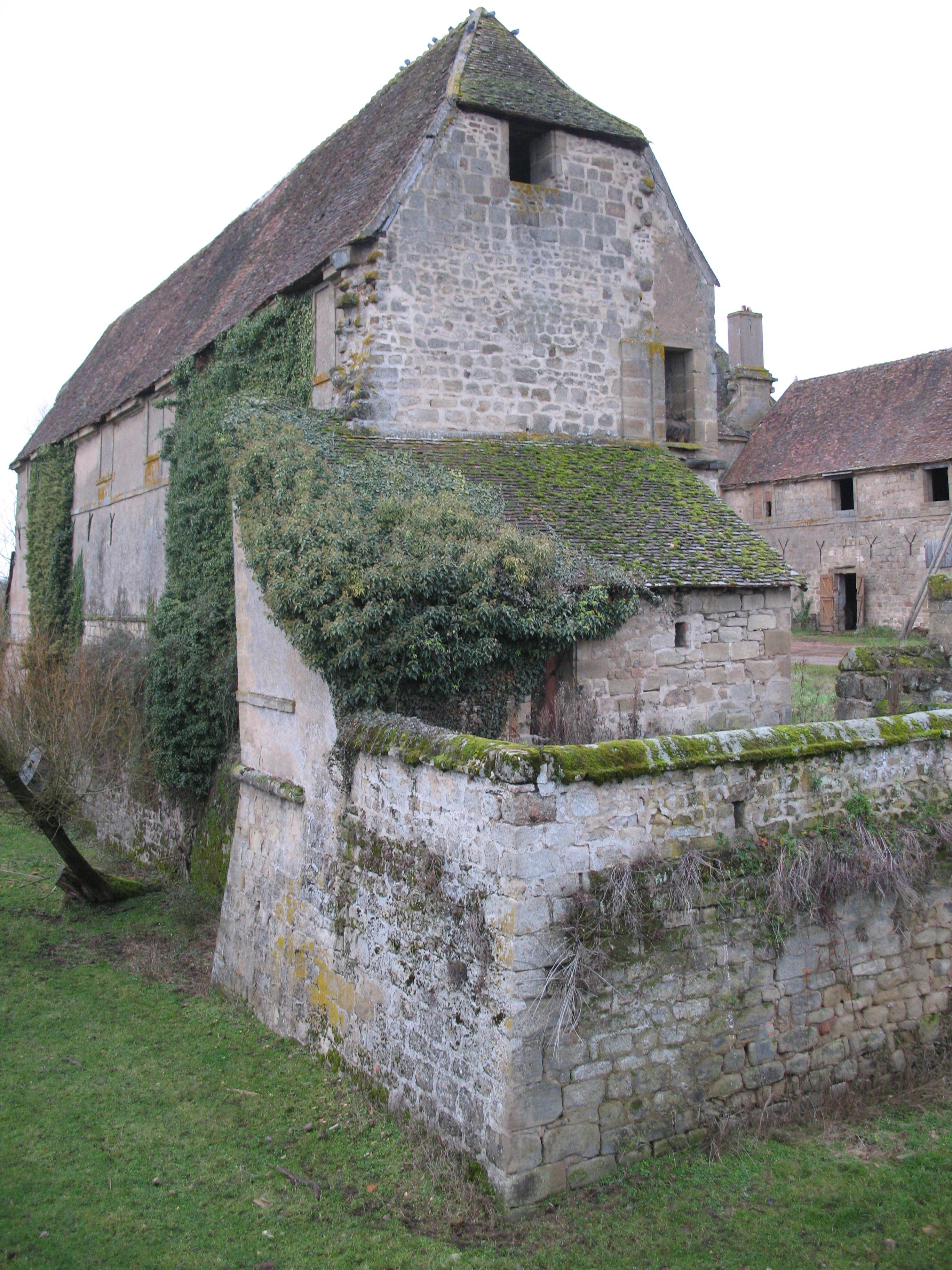
Les fossés.
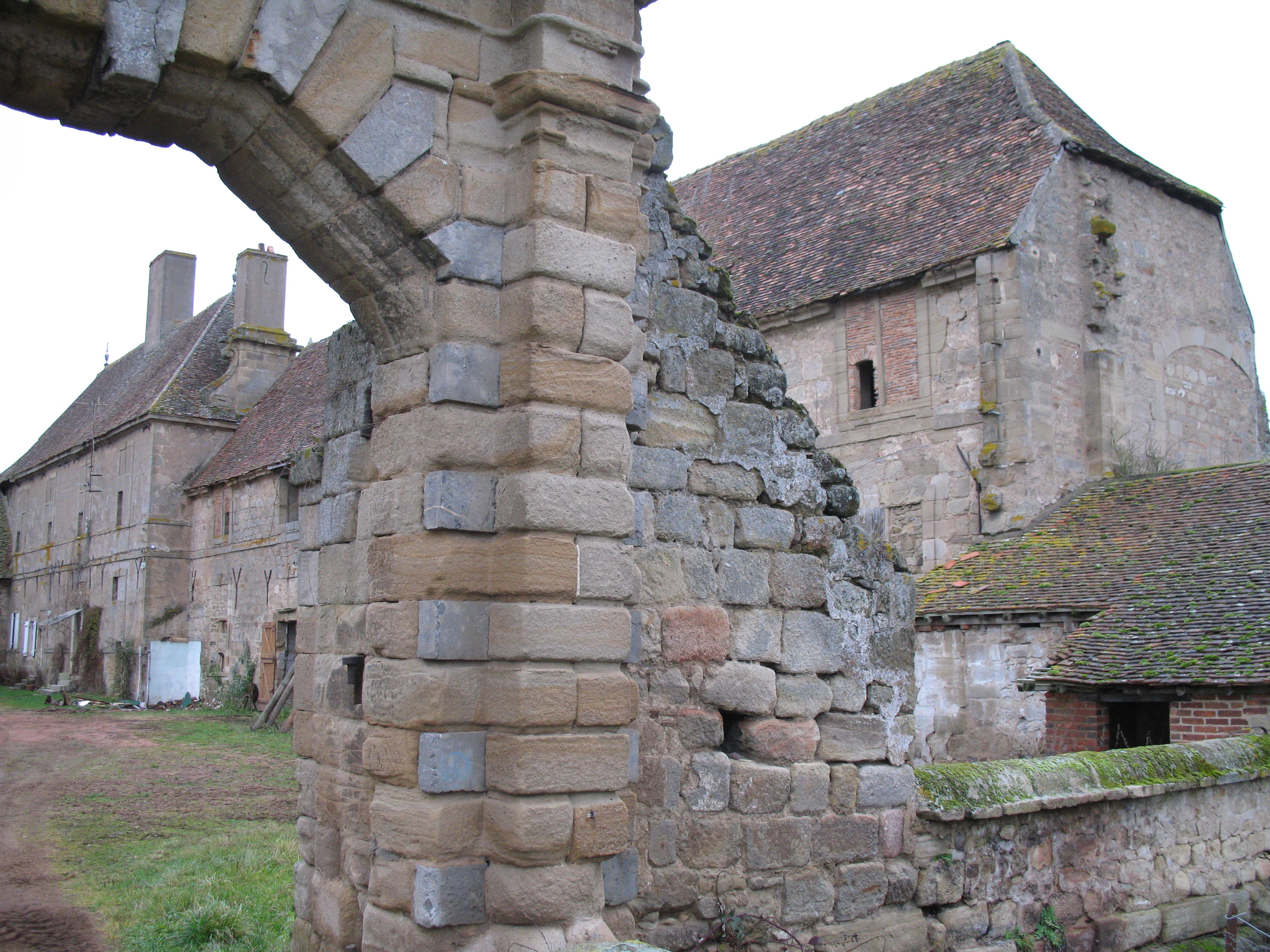
Détail du portail.
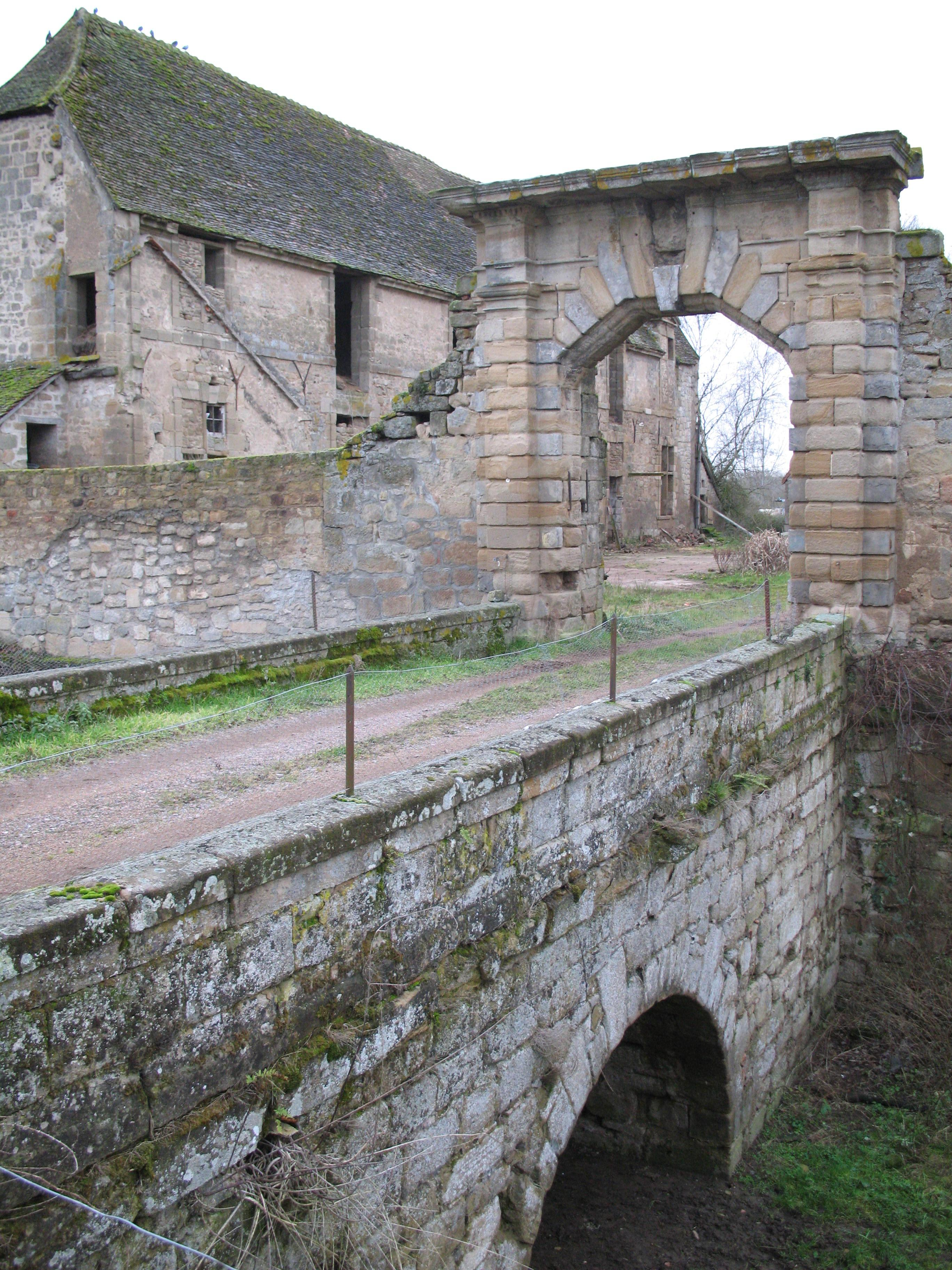
Le pont de pierre.
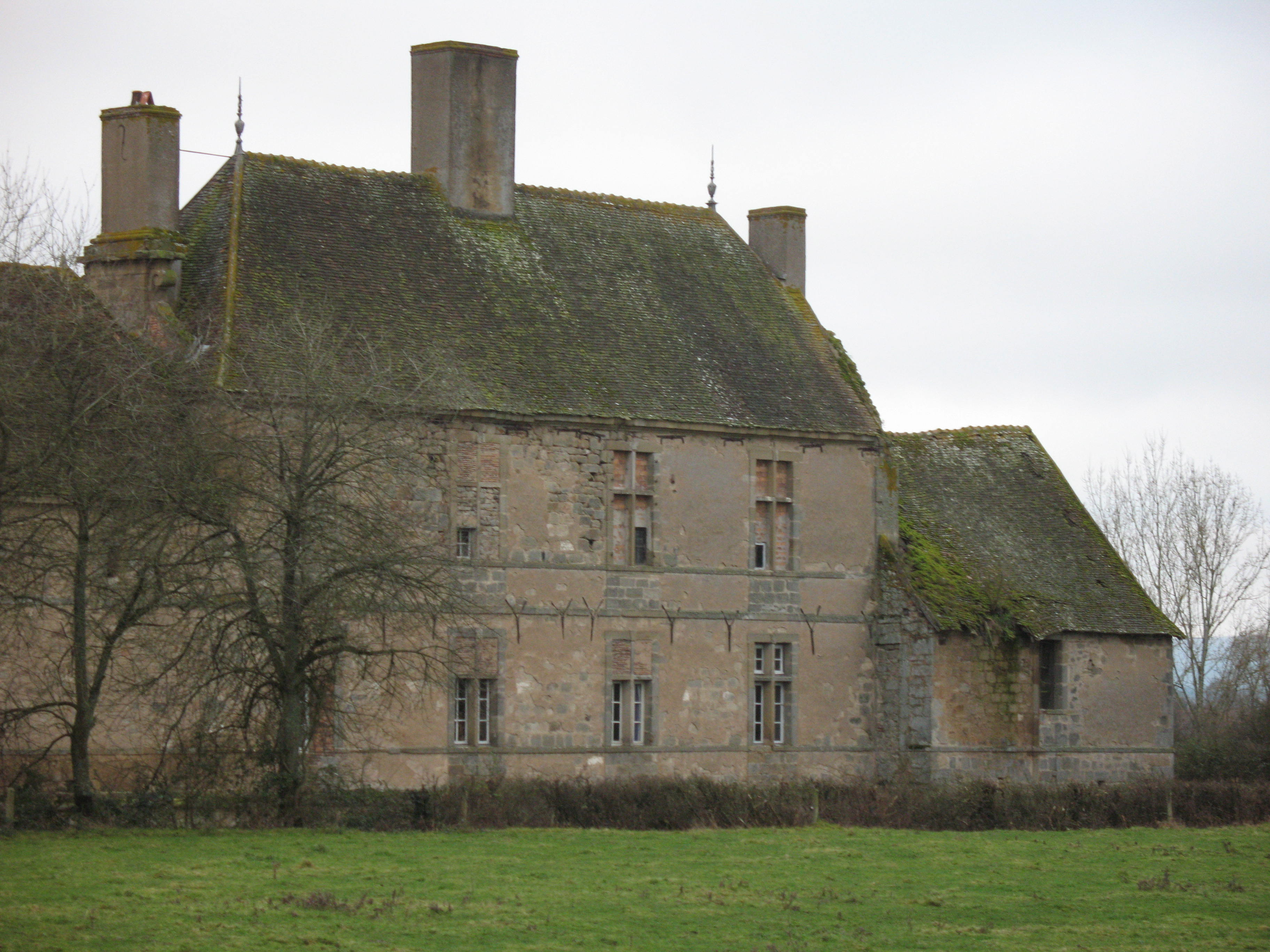
Un pavillon.

Les deux principales tranches de la construction, démarrées en 1619 et 1622, ont été dirigées par l'architecte Mercier. Il ne reste plus qu'un pavillon très délabré, les deux bâtiments qui prolongeaient les pavillons et le portail. Le corps de logis central et l'autre pavillon ont disparu.
Des fossés, formant aux angles des sortes de bastions, entouraient l'ensemble, et la cour était fermée par un mur. Un pont de pierre donne accès au portail.
Le château est une propriété privée et ne se visite pas.

## Historique

Armes des Vergy.
Armes des La Trémoille.
Armes des Talleyrand.

- XIIIe siècle : les Noyers sont seigneurs de Dracy
- seconde moitié du XIIIe siècle : Jean Ier de Vergy devient seigneur de Dracy par mariage avec Marguerite de Noyers, fille de Mille de Noyers ; Jean de Vergy vend la terre à Pierre d'Ostun, bailli d'Auxois
- 1377 : la terre, confisquée sur Symon d'Ostun, est acquise par Guy de La Trémoille, favori du duc de Bourgogne et chambellan du roi de France
- 1386 : le précédent, désormais baron de Dracy, fait restablir la vieille maison forte
- 1529 : Etienne de Romans, fils de Philippe de Romans, écuyer, seigneur de Romans et de Planes sur Arroux, près Dracy-Saint-Loup, en Bourgogne, possède le Château de Dracy-Saint-Loup. Il épousa en 1495, noble demoiselle Antoinette de Charamande. Les "Annales historiques, nobiliaires, biographiques et nécrologiques" publiées sous la direction de H. Tisseron, en 1885, "41ème année, 52ème volume, 2ème série in-folio" consacrées à la Maison de Romans, indiquent : "Le 5 mars 1529, Etienne de Romans et sa femme donnèrent procuration à Georges, leur fils puîné, pour épouser telle femme qui lui conviendrait, et, par cette même procuration, ils lui constituèrent 200 livres de rente sur leurs domaines et héritages, sis près Saint-Loup, au territoire de Dracy-Saint-Loup et sur d'autres domaines et héritages, sis en la paroisse de la Farnelle et sur tous leurs autres biens, et ils instituèrent ledit Georges leur héritier, pour, après leur mort partager la succession de leurs biens avec ses frères et sœurs, suivant la coutume du duché de Bourgogne, et passé en leur château-fort de Dracy-Saint-Loup en présence de Guillaume Ferrant et Barthélémy Rochereux, licencié ès lois et daté du 5 mars 1529." Etienne de Romans étais le petit-fils de Jean de Romans, écuyer du duc de Bourgogne, seigneur de Romans, dans l'arrondissement de Trévoux (ancienne principauté de Dombes) et qui avait épousé en 1413, Anne d'Anglure, dame du palais de la Reine
- 1611 : un descendant des La Trémoille, Tanneguy Le Veneur, comte de Tillières vend le domaine au président Jeannin; à partir de cette époque, la succession des propriétaires devient identique à celle des propriétaires du château de Montjeu
- première moitié du XVIIe siècle : construction du château entreprise par Pierre Jeannin et achevée par son gendre Pierre de Castille, ambassadeur de France, qui achète des terrains pour l'entourer de jardin
- XVIIIe siècle : le château est affecté à un usage agricole par les Talleyrand

Le château est inscrit au titre des monuments historiques depuis avril 2011.